# Jeremias Schröder

Wappen von Jeremias Schröder OSB als Abtprimas der Benediktinerkonföderation und Abt der Abtei St. Anselm in Rom (2024)

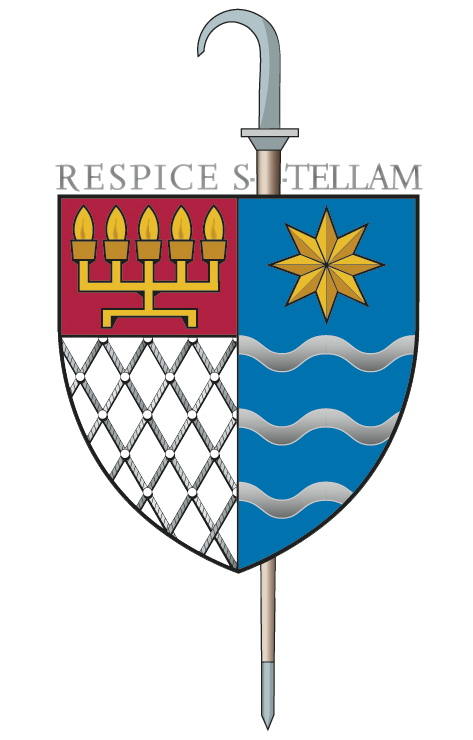
Wappen von Jeremias Schröder OSB als Abtpräses der Ottilianer Kongregation (2013)

Jeremias Schröder OSB (* 8. Dezember 1964 als Maximilian Schröder in Mindelheim) ist ein deutscher Benediktiner und Abtprimas der Benediktinischen Konföderation.

## Leben
Schröder trat nach seinem Abitur 1984 am Maristenkolleg als Novize in die Erzabtei der Missionsbenediktiner in St. Ottilien ein, wo er den Ordensnamen Jeremias erhielt und 1985 seine Profess ablegte. Von 1985 bis 1990 studierte er in Rom Philosophie und Theologie, anschließend von 1990 bis 1995 Geschichte in Oxford. Im Jahr 1992 empfing er die Priesterweihe und war neben seinem Studium in Oxford Spiritual der Benediktinerinnenabtei Stanbrook bei Malvern.
1994 kehrte er als Sekretär des damaligen Erzabtes Notker Wolf, als Zelator, Archivar und Schriftleiter der Zeitschrift „Missionsblätter“ nach St. Ottilien zurück und beteiligte sich zudem an der Missionsarbeit des Ordens in China. Am 5. Oktober 2000 wurde er vom Kapitel der Erzabtei zum 6. Erzabt von St. Ottilien auf Lebenszeit gewählt und war damit zugleich Oberer der Benediktinerkongregation von St. Ottilien, nachdem sein Vorgänger Notker Wolf in Rom zum Abtprimas gewählt worden war. Sein Vorvorgänger, Bischof Viktor Josef Dammertz OSB von Augsburg, erteilte Jeremias Schröder am 28. Oktober 2000 in der Abteikirche St. Ottilien die Abtsweihe. Als Devise seines Dienstes wählte er: Respice Stellam – Schau auf den Stern.
Als Erzabt war Jeremias Schröder von 2000 bis 2012 in Personalunion Leiter der Benediktinerkongregation von St. Ottilien mit ca. 1100 Mönchen weltweit. Mit der Trennung des Amtes des Erzabtes von St. Ottilien und des Abtpräses der Kongregation wurde Schröder am 15. Oktober 2012 für acht Jahre zum ersten Abtpräses der Kongregation gewählt. Beim Generalkapitel mit rund 40 Oberen und Delegierten aus vier Kontinenten wurde er am 24. September 2022 in St. Ottilien für weitere vier Jahre im Amt bestätigt.
Am 14. September 2024 wurde er vom Äbtekongress in Rom zum 11. Abtprimas der Benediktinischen Konföderation gewählt.

## Ehrungen und Auszeichnungen
- Großer Tiroler Adler-Orden (2025)[4]

## Publikationen
- Leichtes Gepäck beflügelt den Schritt. Aus dem Tagebuch eines Benediktinerabtes. Vier-Türme-Verlag, Münsterschwarzach 2010.
- Klosterweisheit. Inspirationen zum Wesentlichen. Herder, Freiburg im Breisgau 2017.